# Harold II. Godwinson
Harold II. Godwinson (1022? – 14. říjen 1066) byl poslední korunovaný anglosaský král Anglie. Vládl v období po smrti svého předchůdce Eduarda III. od 5. ledna 1066 do své smrti 14. října 1066 v bitvě u Hastingsu proti Normanům vedeným pozdějším anglickým králem Vilémem I.

## Rodina
Harold byl syn Godwina, mocného hraběte z Wessexu a jeho ženy Gythy Thorkelsdóttir, jejíž bratr jarl Ulf byl zetěm Svena Vidlího vouse a otcem Svena II. Godwin a Gytha měli několik dětí, například Svena, Harolda, Tostiga, Gyrtha, Leofwina a Editu z Wessexu, která byla manželkou anglického krále Eduarda III.

## Vlivný šlechtic
Vlivem sňatku jeho sestry s králem Eduardem se Harold stal roku 1045 hrabětem Východní Anglie. Harold doprovodil Godwina do exilu roku 1051, ale pomohl mu obnovit jeho pozici o rok později. Po Godwinově smrti roku 1055 se Harold stal hrabětem z Wessexu (ten tehdy zahrnoval třetinu Anglie). Stal se tak po králi nejvlivnějším šlechticem země. Roku 1058 se také stal hrabětem z Herefordu a stal se významným činitelem v odporu proti vzrůstajícímu vlivu Normanů v obnovené anglické monarchii, který byl dán tím, že Eduard strávil asi 25 let v exilu v Normandii.

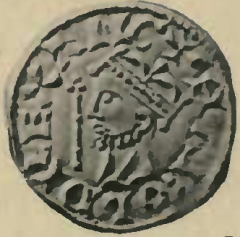
Penny z doby Harolda II.

Roku 1064 Haroldova loď ztroskotala v Ponthieu. Normanští kronikáři uváděli, že Robert, arcibiskup canterburský byl vyslán bezdětným králem, aby jmenoval Viléma, vévodu z Normandie, jeho následníkem, a Harold byl později poslán, aby mu přísahal věrnost. Historikové ale tuto verzi zpochybňují. Vilém se mohl domnívat, že mu bude nabídnuto následnictví na anglickém trůnu, ale muselo dojít k neporozumění na jeho straně nebo i na Haroldově, protože nástupnictví na anglickém trůnu nebylo dědičné, ani nebylo určováno vůlí současného krále. Namísto toho, určujícím bylo rozhodnutí witenagemotu (sněmu vůdčích šlechticů království) po smrti současného krále. Vlastní příčina toho, proč se Harold ocitl v Ponthieu, není známa, ale je jisté, že se tam vylodil a byl zajat hrabětem Guyem. Vévoda Vilém dorazil brzy do Ponthieu a nařídil Guyovi, aby mu Harolda vydal.
Harold se pak zřejmě s Vilémem účastnil bitvy proti jeho nepříteli bretaňskému vévodovi Conanovi. Vyhnali Conana z Bretaně do Rennes a nakonec do Dinanu. Vilém daroval Haroldovi zbraně a pasoval ho na rytíře. Tapisérie z Bayeux a jiné normanské prameny uvádí, že Harold přísahal Vilémovi věrnost nad ostatky svatých a uznal Vilémův nárok na anglický trůn. Po Haroldově smrti Normané upozorňovali na to, že tím, že se Harold nechal korunovat anglickým králem, porušil svou přísahu.
Vlivem neúměrného zvýšení daní zavedených Haroldovým bratrem Tostigem roku 1065 se ocitla Anglie na pokraji občanské války. Harold podpořil vzbouřence v Northumbrii, kteří vystoupili proti Tostigovi. To sice podpořilo jeho naděje stát se Eduardovým nástupcem, ale rozdělilo jeho vlastní rodinu a přivedlo Tostiga do spojenectví s norským králem Haraldem Hardradou.

## Manželství a potomci
Asi dvacet let byl v neformálním manželském spojení s Editou Labutí šíjí a měli spolu šest dětí. Toto manželství bylo přijímáno jako právní svazek, i když církev považovala Editu za Haroldovu milenku. Jeho děti byly považovány za jeho legitimní potomky.
Asi v lednu 1066 se Harold oženil s Editou, dcerou Elfgara, hraběte z Mercie a vdovou po velšském králi Gruffydddovi. Edita měla dva syny, zřejmě dvojčata, Harolda a Ulfa (narozeni v listopadu 1066). Po Haroldově smrti královna hledala útočiště u svých bratrů Edwina, hraběte z Mercie, a Morcara z Northumbrie, ale oba nejprve dojednali s Vilémem příměří, aby v následné vzpouře proti němu ztratili své pozemky i život. Edita pak zřejmě odešla do exilu.

## Anglický král
Na konci roku 1065 král Eduard onemocněl a upadl do kómatu bez toho, aby doporučil svého nástupce. 5. ledna 1066, podle Vita Ædwardi Regis, zemřel, když před vlastní smrtí nabyl vědomí a svěřil svou manželku pod Haroldovu ochranu. Tato informace je dvojznačná, podobně jako na tapisérii z Bayeux, která zobrazuje Eduarda ukazujícího na muže, který by mohl představovat Harolda. Když se witenagemot na druhý den sešel, vybral za Eduardova následníka Harolda, který byl následující den, 6. ledna, korunován. Byla to první korunovace anglického krále, která se odehrála ve Westminsterském opatství. I když normanské zdroje zpochybňovaly rychlou korunovaci, je možné, že vlivní šlechtici země byli přítomni ve Westminsteru na oslavě svátku Tří králů a ne z důvodu uchvácení trůnu Haroldem.

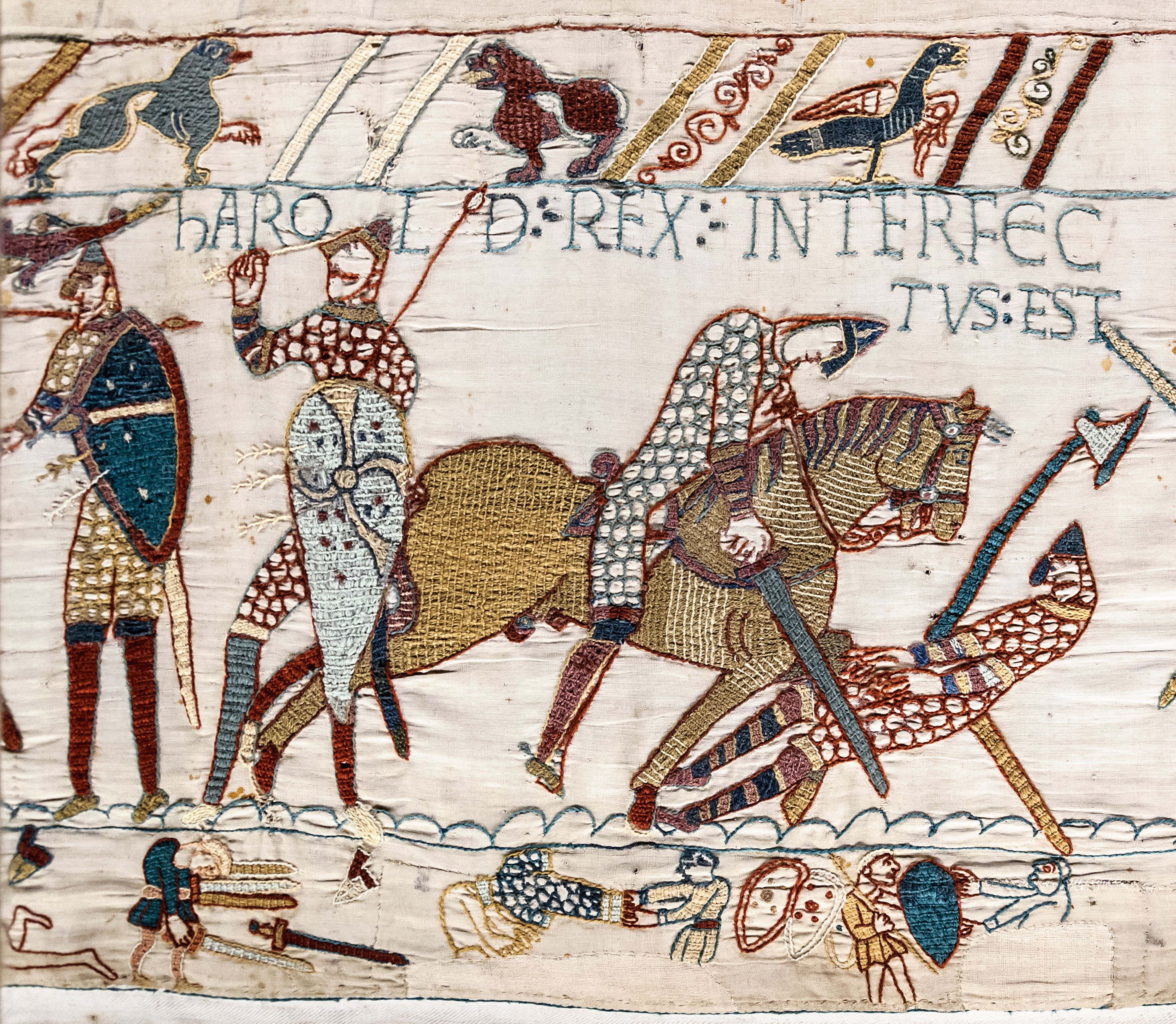
Tradičně přijímaná verze Haroldovy smrti v bitvě u Hastingsu jak je zachycena na tapisérii z Bayeux

Na počátku ledna, když se dověděl, že byl Harold korunován anglickým králem, zahájil Vilém přípravy k invazi. Na normandském pobřeží zahájil stavbu 700 lodí. Zpočátku měl problémy se získáním podpory pro tuto akci, ale když prohlásil, že Harold mu přísahal věrnost a uznal jeho nárok na anglický trůn poté, co ztroskotal v Ponthieu, získal posvěcení od církve a podporu od šlechty. V odpověď na plánovanou invazi Harold shromáždil své vojsko na ostrově Wight. Z důvodu nepříznivého větru ale jeho flota nemohla vyplout. 8. září poté, co došly zásoby, Harold vojsko rozpustil a vrátil se do Londýna. Ten samý den se norský král Harald Hardrada spojil s Tostigovými silami a vylodil se v ústí řeky Tyne.
V oblasti Yorkshire tato spojená vojska porazila 20. září v bitvě u Fulfordu, nedaleko Yorku síly Edwina z Mercie a Morcara z Northumbrie. O pět dní později však byli Norové poraženi Haroldovou armádou v bitvě u Stamford Bridge. Harold vyrazil se svou armádou z Londýna rychlým pochodem a nepřítele překonal překvapivým útokem.
| „              | Po smrti svatého anglického krále Eduarda, když knížata zápasila o království, zmocnil se žezla zločinný Harold, kdysi vévoda Anglů. Vládu se mu snažil vyrvat jeho bratr jménem Tosti a pozval na pomoc norského krále Haralda a irského krále. Anglický král zabil Tostiho, irského krále i Haralda a celé jejich vojsko... | “ |
| — Adam Brémský | |   |

12. září Vilém se svým vojskem vyplul. Několik lodí bylo poškozeno bouří, a tak se flota uchýlila do malého severofrancouzského přístavu Saint-Valery-sur-Somme, kde čekala na vhodný vítr. 27. září dorazila do Anglie a vylodila se v Pevensey na pobřeží současného hrabství Východní Sussex. Harold byl nucen vést své vojsko asi 386 km, aby mohl odrazit útok Vilémovy armády, která čítala asi 7 000 mužů. Harold se se svou armádou utábořil v narychlo zbudovaném opevnění poblíž Hastingsu.
| „              | Uběhlo prý sotva osm dní a hle, Vilém, jenž pro nemanželský původ nesl přízvisko Bastard ... začal válku proti unavenému vítězi... | “ |
| — Adam Brémský | |   |

Obě vojska se utkala 14. října v bitvě u Hastingsu, kdy po devíti hodinách tvrdého boje a asi půl hodiny od dosažení vítězství byl Harold zabit a jeho armáda poražena.
| „                  | ...byli obráceni na útěk a prchali, jakmile se jim k tomu naskytla příležitost, někteří na ukořistěných koních, většina po vlastních nohou... Normané... je neúnavně pronásledovali, vraždili provinilé uprchlíky a dělali s nimi krátký proces, zatímco kopyta jejich koní vykonávala rozsudky smrti nad těmi, kteří jim padli pod nohy. | “ |
| — Vilém z Poitiers | |   |

Královi bratři Gyrth a Leofwin padli také. Podle tradice byl Harold zabit šípem, který ho zasáhl do oka, ale není jisté, zda postava na tapisérii z Bayeux zobrazuje Harolda, nebo se jedná jen o zachycení typického zranění. Haroldovo tělo bylo pohřbeno v hrobu ve skále na pobřeží a jeho řádný pohřeb se konal až o rok později, kdy byly jeho ostatky pochovány v kostele svatého kříže ve Walthamu. 
Pověsti o tom, že Haroldovo tělo bylo natolik zohavené, že jej před pohřbem musela identifikovat jeho milenka Edita Labutí šíje podle mateřského znaménka na rameni (nebo podle stopy kousnutí, jež mu uštědřila při vášnivém milování v noci před bitvou), zřejmě nejsou pravdivé. V období romantismu se tato scéna nicméně stala námětem obrazů i literárních děl, např. slavné balady Heinricha Heineho.